# Navi Rawat
Navi Rawat (* 5. Juni 1977 in Malibu, Kalifornien, als Navlata Rawat) ist eine US-amerikanische Schauspielerin.

## Leben
Die Tochter der Deutschen Claudia Littmann und des Inders Shri Raja Ji Rawat wuchs in Miami auf. Ihre Mutter ist die Tochter des damaligen Frankfurter Polizeipräsidenten Gerhard Littmann und dessen Ehefrau Ursula. Nach Beendigung der Schule nahm Navi Rawat ein Studium an der Tisch School of the Arts, einem berühmten Zentrum für Musik-, Theater-, Regie- und Bühnenausbildung der New York University, auf.
Im Fernsehen ist Rawat bekannt für die Nebenrolle der Theresa Diaz in O.C., California und als Amita Ramanujan in einer großen Rolle in der Serie Numbers – Die Logik des Verbrechens. Zudem hat sie unter anderem eine kleine Rolle als Melanie in sechs Folgen der ersten Staffel der Echtzeitserie 24.
2003 war Rawat in einer Hauptrolle in Thought Crimes – Tödliche Gedanken zu sehen, der eigentlich als Pilotfilm für eine Fernsehserie konzipiert wurde. Darin spielt sie Freya McAllister, ein Mädchen, das die Gedanken anderer hören kann und damit Verbrechen verhindert. Eine weitere Hauptrolle hatte sie 2005 im Horrorfilm Feast.
Seit 2012 ist sie mit Brawley Nolte, dem Sohn von Nick Nolte, verheiratet, mit dem sie eine gemeinsame Tochter hat.

## Filmografie (Auswahl)

### Filme
- 2001: Jack the Dog
- 2001: Die Prinzessin und der Marine-Soldat (The Princess and the Marine)
- 2002: Dancing at the Harvest Moon
- 2003: The Street Lawyer
- 2003: Thought Crimes – Tödliche Gedanken (Thoughtcrimes)
- 2003: Haus aus Sand und Nebel (House of Sand and Fog)
- 2005: The Adventures of Big Handsome Guy and His Little Friend
- 2005: Tom 51
- 2005: Feast
- 2007: Undead or Alive – Der Tod steht ihnen gut (Undead or Alive: A Zombedy )
- 2007: Loveless in Los Angeles
- 2012: The Collection – The Collector 2 (The Collection)

### Fernsehserien
- 2001: Roswell (Gastauftritt)
- 2002: 24
- 2003: Fastlane (Gastauftritt)
- 2004: Angel – Jäger der Finsternis (Angel, Gastauftritt)
- 2004: Without a Trace – Spurlos verschwunden (Without a Trace) (Gastauftritt)
- 2004: O.C., California (The O.C.)
- 2005–2010: Numbers – Die Logik des Verbrechens (NUMB3RS)
- 2009: FlashForward (Gastauftritt)
- 2010: Castle (Folge 2x19 Der Fluch der Mumie)
- 2010: Burn Notice (Gastauftritt)
- 2013: Grey’s Anatomy (Gastauftritt)
- 2013: Justified (Fernsehserie, Folge 4x04 Ausgeflogen)
- 2018: Magnum P.I. (Gastauftritt, Folge 1x07)